# Xã Hardin, Quận Pike, Illinois
Xã Hardin (tiếng Anh: Hardin Township) là một xã thuộc quận Pike, tiểu bang Illinois, Hoa Kỳ. Năm 2010, dân số của xã này là 212 người.